# Friedrich Christoph Dahlmann
Friedrich Christoph Dahlmann (13 de mayo de 1785 - 5 de diciembre de 1860) fue un historiador y político alemán.

## Biografía
Dahlmann provenía de una antigua familia hanseática de Wismar, entonces controlada por Suecia. Su padre, que era burgomaestre de la ciudad, tenía la intención de que estudiara teología, pero Friedrich prefería la filología clásica, que estudió de 1802 a 1806 en la Universidad de Copenhague, la Universidad de Halle, y luego nuevamente en Copenhague. Después de terminar sus estudios, tradujo algunos de los poetas trágicos griegos y Las nubes de Aristófanes. Pero también estaba interesado en la literatura y la filosofía modernas; y los problemas de la época, de los cuales tenía experiencia personal, despertaron en él un fuerte sentimiento de patriotismo alemán, aunque a lo largo de su vida siempre estuvo orgulloso de su conexión con Escandinavia, y Gustavo Adolfo fue su héroe particular.

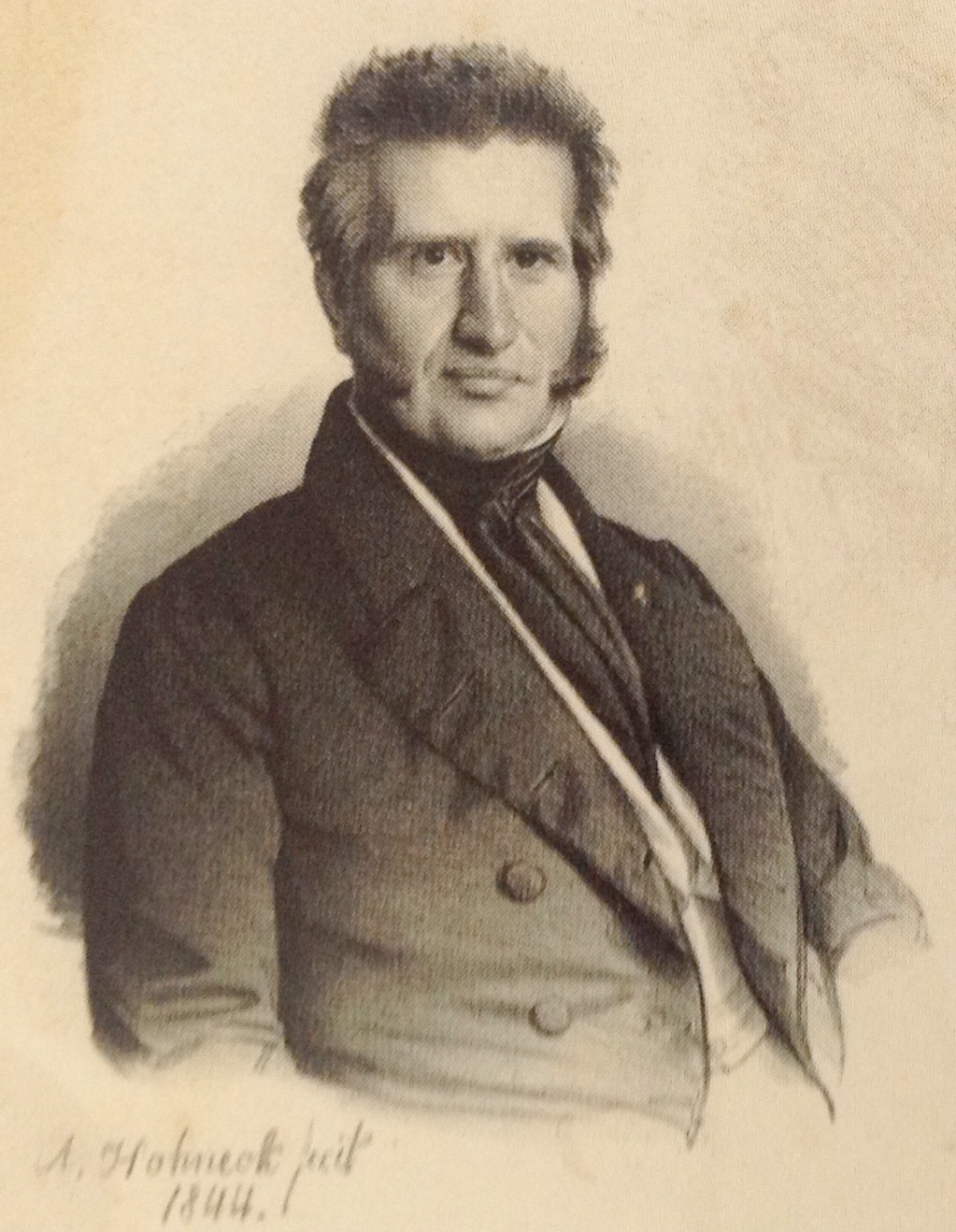
Dalhmann en 1809.

En 1809, al estallar la guerra en Austria, Dahlmann, junto con el poeta Heinrich von Kleist, a quien había conocido en Dresde, fue a Bohemia, y luego estuvo con el ejército imperial, hasta la Batalla de Aspern, con el vago objeto de tratar de convertir la guerra austriaca en alemana. Esta esperanza fue destrozada por la derrota de Wagram.
Ahora decidió probar suerte en Dinamarca, donde tuvo relaciones influyentes. Después de obtener su título de doctor en Wittenberg (1810), se graduó en Copenhague en 1811, con un ensayo sobre los orígenes del teatro antiguo, como profesor de literatura e historia antiguas, en el que impartió conferencias en Latín. Sus amigos influyentes pronto lo llevaron a nuevos avances. Ya en 1812 fue convocado a Kiel, como sucesor del historiador Dietrich Hermann Hegewisch. Este nombramiento demostró en dos aspectos un momento decisivo en su carrera; por un lado, le hizo prestar toda su atención a un tema para el que era admirablemente adecuado, pero al que hasta ahora solo le había dado un interés secundario; y por otro lado, lo lanzó a la política.
En 1815 obtuvo, además de su profesorado, el cargo de secretario de la diputación perpetua de los estados de Schleswig-Holstein. Como tal, comenzó, por medio de memorias o de artículos en el Kieler Bldlter, que él mismo fundó, a aparecer como un campeón capaz y celoso de los derechos medio olvidados de los ducados de Elba, en contra de Dinamarca, y de su cercana conexión con Alemania. Fue a él a quien luego los daneses echaron la culpa de haber inventado la cuestión de Schleswig-Holstein; ciertamente sus actividades forman un eslabón importante en la cadena de eventos que eventualmente condujo a la solución de 1864. En la medida en que este interés se vio afectado, el beneficio principal radica en el hecho de que profundizó su concepción del estado y lo dirigió a más fines prácticos Mientras que en ese momento la mera especulación dominaba a ambos. El liberalismo francés de la escuela de Rotteck y la doctrina romántica del estado cristiano de Karl Ludwig von Haller, Dahlmann tomó como premisas las circunstancias tal como las encontró, y evolucionó lo nuevo de lo viejo mediante un proceso silencioso de desarrollo. Además, en el inevitable conflicto con la corona danesa, su punto de vista recto y su patriotismo alemán se confirmaron aún más.
Después de trasladarse a Gotinga alrededor de 1829, tuvo la oportunidad de trabajar con el mismo espíritu. Como confidente del duque de Cambridge, se le permitió participar en la elaboración de la constitución de Hannover de 1833, que remodeló el antiguo gobierno aristocrático en una dirección que se había vuelto inevitable desde la revolución de julio en París; y cuando en 1837 el nuevo rey Ernesto Augusto declaró inválida la constitución, Dahlmann inspiró la famosa protesta de Los siete profesores de Gotinga. Aunque privado de su posición y desterrado, tuvo la satisfacción de saber que el sentimiento nacional alemán recibió un impulso de su valiente acción, mientras que las suscripciones públicas lo salvaron de la pobreza.
Después de varios años en Leipzig y Jena, el rey  Federico Guillermo IV de Prusia lo nombró en octubre de 1842 como profesor en la Universidad de Bonn. Los años que siguieron fueron los de su mayor fama. Su Politik (1835) ya lo había hecho un nombre como escritor; ahora publicó su Dänische Geschichte (1840-1843), una obra histórica de primer rango; y esto pronto fue seguido por historias de las revoluciones inglesa y francesa, que, aunque de menor valor científico, ejercieron una influencia decisiva sobre la opinión pública por su defensa abierta del sistema de la monarquía constitucional. Como profesor también fue muy querido. Aunque no era un orador, ya pesar de una personalidad no particularmente amable o ganadora, produjo una profunda impresión en los hombres jóvenes por el embarazo de su expresión, un método lógico de pensamiento consistente basado en Immanuel Kant y por la virilidad de su carácter.
Cuando estalló la revolución de 1848, el "padre de la nacionalidad alemana", como lo llamó el gobierno provisional de Milán, se encontró en el centro del interés universal. Tanto Mecklemburgo como Prusia le ofrecieron en vano el puesto de enviado a la dieta de la confederación. Naturalmente, también, fue elegido para la asamblea nacional en Frankfurt, y tomó una parte principal en los comités constitucionales nombrados primero por la dieta, luego por el parlamento. Su objetivo era hacer de Alemania, en la medida de lo posible, una monarquía constitucional unida, con la exclusión de toda Austria, o al menos, de sus partes no alemanas. Prusia debía proporcionar al emperador, pero al mismo tiempo —y en esto residía la debilidad doctrinaria del sistema— debía renunciar a su existencia separada, consagrada por la historia, de la misma manera que los otros estados. Cuando, por lo tanto, Federico Guillermo IV, sin mostrar ninguna ansiedad por comprometerse con las condiciones establecidas en Frankfurt, concluyó con Dinamarca la tregua de siete meses de Malmö (26 de agosto de 1848), Dahlmann propuso que el parlamento nacional debería negarse a reconocer la tregua, con la intención expresa de aclarar de una vez por todas las relaciones del parlamento con la corte de Berlín. La moción fue aprobada por una pequeña mayoría (5 de septiembre); pero los miembros del partido de Dahlmann fueron solo aquellos que votaron en contra, y fueron ellos quienes el 18 de septiembre revocaron la votación anterior y aprobaron una resolución que aceptaba la tregua, después de que Dahlmann no pudo formar un ministerio sobre la base de la resolución del 5.º, debido a su objeción a los radicales.
Posteriormente, Dahlmann describió esto como el punto decisivo decisivo en el destino del parlamento. No perdió la esperanza de inmediato. Aunque tomó poca parte activa en los debates parlamentarios, fue muy activo en las comisiones y en las conferencias del partido, y se debía en gran parte a él que finalmente se desarrolló una constitución alemana, y que Federico Guillermo IV fue elegido emperador hereditario (28 de marzo de 1849). En consecuencia, fue uno de los diputados que ofreció la corona al rey en Berlín. La negativa del rey fue una sorpresa menor para él que para la mayoría de sus colegas. Contaba con poder obligar al reconocimiento de la constitución por la presión moral del consentimiento del pueblo. Fue solo cuando la actitud de los radicales le dejó claro que este curso conduciría a una revolución, que decidió, después de una larga lucha, retirarse del parlamento nacional (21 de mayo).
Seguía siendo uno de los principales promotores de la conocida conferencia del partido imperial en Gotha, cuyos procedimientos no fueron, sin embargo, satisfactorios para él; y participó en las sesiones de la primera cámara prusiana (1849-1850) y del parlamento de Erfurt (1850). Pero finalmente, convencido de que, por el momento, todos los esfuerzos hacia la unidad de Alemania eran inútiles, se retiró de la vida política, aunque a menudo se presionó para presentarse a las elecciones, y nuevamente retomó su trabajo de enseñanza en Bonn. Sin embargo, sus últimos años fueron entristecidos por la enfermedad, el duelo y la continua fricción con sus colegas. Su muerte siguió a un ataque apopléctico.

## Publicaciones
Las principales obras de Dahkmann incluyen: 
- Quellenkunde der deutschen Geschichte nach der Folge der Begebenheiten geordnet. 1830.
  - 7.° edición de Dahlmann-Waitz, Quellenkunde, Leipzig, 1906
- Politik, auf den Grund und das Mass der gegebenen Zustände zurückgeführt (1 vol., 1835)
- Geschichte Dänemarks (3 vols., 1840-1843)
- Geschichte der englischen Revolution (1844)
- Geschichte der französischen Revolution (1845).